# La cómplice
La cómplice és una pel·lícula coproducció de l'Argentina, Veneçuela i Mèxic en blanc i negre dirigida per René Cardona Jr. segons el seu propi guió escrit sobre l'argument d'Ariel Cortazzo que es va estrenar el 26 d'abril de 1966 i va tenir com a protagonistes a Libertad Leblanc, Juan Carlos Barbieri, Carlos Carella i Julio Di Palma. Fou filmada parcialment a la província de Córdoba.

## Sinopsi
Dos camioners i una dona roben els diners d'una empresa.

## Repartiment
Intervenen en el film els següents intèrprets:
- Libertad Leblanc … Renata
- Juan Carlos Barbieri … Mariano Toledo
- Carlos Carella … Arias
- Julio Di Palma … Felipe Godoy
- Zulma Grey … Marcela
- Raúl Del Valle … Comisario
- Juan Quetglas … Cipriano
- Alfredo Almanza … Salas
- Domingo Márquez … Empleat a fàbrica
- Elena Forte … Empleat a fàbrica
- Antonio Lizzio

## Comentaris
A La Prensa va escriure C.A.B.:
| « | ”Libertad Leblanc és inferior a Isabel Sarli.” | » |

Crónica vespertina va opinar :
| « | Gairebé corrosiva acció policial en què Libertad Leblanc té molt poc a veure i gairebé res a mostrar.” | » |

Per part seva, Manrupe i Portela, escriuen:
| « | ”Elemental vehícle per Leblanc, dirigida pel mexicà Cardona.” | » |